# Haploops similis
Haploops similis är en kräftdjursart som beskrevs av Knud Hensch Stephensen 1925. Haploops similis ingår i släktet Haploops och familjen Ampeliscidae. Inga underarter finns listade i Catalogue of Life.